# Белины (Западно-Варшавский повет)
Бели́ны (пол. Bieliny) — деревня в Польше в сельской гмине Кампинос Западно-Варшавского повета Мазовецкого воеводства.
В 1975—1998 годах село входило в состав Варшавского воеводства.